# Copa de Naciones de África Occidental
La Copa de Naciones de África Occidental, conocida también como CSSA Nations Cup o Campeonato de la Zona 3, fue un torneo de fútbol a nivel de selecciones nacionales de África Occidental organizado por la Unión de Fútbol de África Occidental el cual se jugó entre 1982 y 1987, y todas las ediciones fueron ganadas por Ghana.
El torneo fue revivido en el 2001, pero fue un fracaso con el nombre Campeonato de la WAFU, y lo intentaron en el 2005 con el nombre WAFU Laurent Gbagbo West African Unity Cup, en el cual fueron las 4 mejores selecciones de la región aparentemente como un torneo invitacional pero no llegó a alcanzar el éxito del torneo de los años 1980s.

## Ediciones
| Año  | Sede            | Campeón | Final Resultado | Subcampeón | Tercer lugar    | Resultado | Cuarto lugar    |
| ---- | --------------- | ------- | --------------- | ---------- | --------------- | --------- | --------------- |
| 1982 | Benín           | Ghana   | 2–1             | Togo       | Alto Volta      | 1–1       | Costa de Marfil |
| 1983 | Costa de Marfil | Ghana   | 3–1             | Togo       | Costa de Marfil | 2–1       | Liberia         |
| 1984 | Burkina Faso    | Ghana   | 1–1             | Togo       | Costa de Marfil | 2–0       | Burkina Faso    |
| 1986 | Ghana           | Ghana   | 1–0             | Togo       | Níger           | 2–1       | Burkina Faso    |
| 1987 | Liberia         | Ghana   | 2–1             | Liberia    | Nigeria         | 3–1       | Togo            |

## Estadísticas

### Títulos Por País
En cursiva, se indica el torneo en que el equipo fue local.
| Equipo          | Campeón                          | Subcampeón                 | Tercer lugar   | Cuarto lugar   |
| --------------- | -------------------------------- | -------------------------- | -------------- | -------------- |
| Ghana           | 5 (1982, 1983, 1984, 1986, 1987) | 0                          | 0              | 0              |
| Togo            | 0                                | 4 (1982, 1983, 1984, 1986) | 0              | 1 (1987)       |
| Liberia         | 0                                | 1 (1987)                   | 0              | 1 (1983)       |
| Costa de Marfil | 0                                | 0                          | 2 (1983, 1984) | 1 (1982)       |
| Burkina Faso    | 0                                | 0                          | 1 (1982)       | 2 (1984, 1986) |
| Níger           | 0                                | 0                          | 1 (1986)       | 0              |
| Nigeria         | 0                                | 0                          | 1 (1987)       | 0              |

### Tabla Histórica del Torneo
| Nación          | J  | G  | E | P | GF | GC | GD  |
| --------------- | -- | -- | - | - | -- | -- | --- |
| Ghana           | 28 | 18 | 7 | 0 | 56 | 19 | +37 |
| Togo            | 24 | 9  | 7 | 8 | 29 | 32 | -3  |
| Costa de Marfil | 17 | 5  | 8 | 4 | 24 | 23 | +1  |
| Nigeria         | 10 | 6  | 2 | 2 | 8  | 7  | +1  |
| Burkina Faso1   | 18 | 4  | 5 | 9 | 15 | 26 | -11 |
| Liberia         | 15 | 4  | 2 | 9 | 13 | 17 | -4  |
| Níger           | 12 | 2  | 3 | 7 | 9  | 21 | -12 |
| Benín           | 10 | 1  | 3 | 6 | 11 | 20 | -9  |

1- Incluye los resultados como Alto Volta.